# ترنت اوپالاک
ترنت اوپالاک (به انگلیسی: Trent Opaloch؛ زادهٔ ۳۱ دسامبر ۱۹۶۹) یک فیلم‌بردار اهل کانادا است.

## فیلم‌شناسی
| سال  | نام                          | کارگردان            | سِمَت       |
| ۲۰۰۹ | منطقهٔ ۹                      | نیل بلومکمپ         | فیلم‌بردار |
| ۲۰۱۱ | تبعیض                        | نیل بلومکمپ         | فیلم‌بردار |
| ۲۰۱۴ | کاپیتان آمریکا: سرباز زمستان | آنتونی روسو جو روسو | فیلم‌بردار |
| ۲۰۱۵ | چپی                          | نیل بلومکمپ         | فیلم‌بردار |
| ۲۰۱۶ | کاپیتان آمریکا: جنگ داخلی    | آنتونی روسو جو روسو | فیلم‌بردار |
| ۲۰۱۸ | انتقام‌جویان: جنگ ابدیت       | آنتونی روسو جو روسو | فیلم‌بردار |
| ۲۰۱۹ | انتقام‌جویان: پایان بازی      | آنتونی روسو جو روسو | فیلم‌بردار |
| ---- | ---------------------------- | ------------------- | --------- |